# 艾季达比亚
艾季达比亚（羅馬化：Aǧdābiyā），又译艾季达比耶，是利比亚东部省份绿洲省省会。艾季达比亚位于班加西以南160公里。2001年至2007年间，为原艾季達比亞省省会。2010年人口76,968。
艾季达比亚为通往东部城市的重要枢纽。